# 65637 Tsniimash
65637 Tsniimash è un asteroide della fascia principale. Scoperto nel 1979, presenta un'orbita caratterizzata da un semiasse maggiore pari a 1,9368132 au e da un'eccentricità di 0,1062774, inclinata di 21,99596° rispetto all'eclittica.
L'asteroide è dedicato al centro di ricerca russo CNIIMaš.